# Коробейниково (Карелия)
Коробейниково — деревня в составе Шуньгского сельского поселения Медвежьегорского района Республики Карелия.

## Общие сведения
Расположена на берегу озера Валгмозеро.

## Население
| 2002 | 2010 | 2013 |
| ---- | ---- | ---- |
| 2    | →2   | →2   |